# 大中汉三嵕庙
大中汉三嵕庙，位于山西省长治市长子县。
2013年3月5日，大中汉三嵕庙公布为第七批全国重点文物保护单位。